# Sieraków
Sieraków (udtale: [ɕɛˈrakuf])  er en by i den vestlige  del af  voivodskabet Storpolen i  den vestlige centrale del af Polen. Byen   har 5.930(2021) indbyggere og et areal på 14,1 km², og er en del af powiatet Międzychód. Byen ligger ved floden Warta, og er kendt som en feriedestination med veludviklet turisme og sportsinfrastruktur. Det er omgivet af store områder med skov og søer, herunder det beskyttede område kaldet Sieraków Landskabspark.

## Historie
Som en del af regionen Storpolen, dvs. den polske stats vugge, har området været en del af Polen siden dets oprettelse i det 10. århundrede. Det var en privat by, administrativt beliggende i Powiatet Poznań  i Poznań voivodskab i Provinsen Storpolen i Kongeriget Polens krone.
Under Polens anden deling i 1793 blev Sieraków, under dets germaniserede navn Zirke annekteret af Kongeriget Preussen. Efter den vellykkede Storpolske opstand i 1806, blev den genvundet af polakker og inkluderet i det kortvarige Hertugdømmet Warszawa. Efter hertugdømmets opløsning i 1815 blev det atter annekteret af Preussen, og  lokalbefolkningen blev udsat for germanisering. I 1871 blev det også en del af Tyskland og lå i Kreis Birnbaum i den preussiske provins Posen. Ifølge folketællingen i 1871 havde byen en befolkning på 2.527, hvoraf 1.130 (44,7%) var polakker.
Byen blev erobret af polske oprørere i Storpolske opstand i 1919 og blev efterfølgende en del af den  anden polske republik gennem Versailles-traktaten. Under 2. verdenskrig i 1939 blev byen besat af Nazi-Tyskland og blev annekteret som en del af Birnbaum-distriktet i Reichsgau Wartheland. I 1939-1940 gennemførte besættelsesmagten udvisninger af polakker, hvis huse derefter blev overdraget til tyske kolonister som en del af Lebensraumspolitik. Frem mod slutningen af krigen i 1945 blev den erobret af den Røde Hær og blev igen en del af Polen.

## Galleri
- Opaliński slotsmuseum
- Opaliński familiens sarkofager i slottets kælder
- Plac Powstańców Wielkopolskich (hovedpladsen)
- Jaroszewskie-søen